# 巴爾的摩路面電車博物館

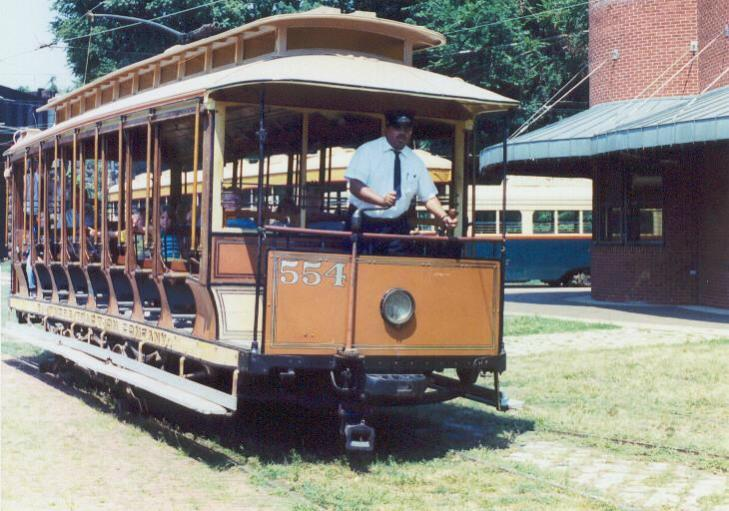
巴爾的摩路面電車博物館的1896年式開放式路面電車

巴爾的摩路面電車博物館（英語：Baltimore Streetcar Museum，BSM）位於馬里蘭州巴爾的摩市，是一所非營利性的博物館，致力於保存巴爾的摩的公共運輸歷史，尤其是路面電車。開放時間於每年六月至十月為每周六、日中午至下午五時，其餘時間僅於每周日中午至下午五時開放。
博物館的館藏最初是屬於聯合鐵路與電力公司（United Railways and Electric Company）， 之後由巴爾的摩運輸公司（Baltimore Transit Company）管理一段短時間，最終屬於馬里蘭歷史協會（Maryland Historical Society）。本博物館在1966年由國家鐵道歷史協會（National Railroad Historical Society）巴爾的摩分會的幾位成員成立，館藏由羅蘭湖公園遷移到佛爾斯路上的現址－－原馬里蘭與賓夕法尼亞鐵路的車站。博物館於1970年7月正式對外開放。在博物館開放前，志工們花了許多時間鋪設軌道與架空電線，終於設立一小段軌道供電車行駛。日後沿著佛爾斯路，博物館逐步延長軌道，並在北端與南端建立供電車迴轉的路線。在2008年10月，隨著軌道改建為雙線的完成，博物館進行多年的電車路線計畫終於完工。電車的軌距是5英尺4英寸（約合1652.6公厘）。巴爾的摩有軌電車博物館還為兒童和成人舉辦私人活動。

## 路面電車行駛
從前有聯合鐵路與電力公司（United Railways and Electric Company）的路線經過本博物館。博物館成立後使用原馬里蘭與賓夕法尼亞鐵路路權，在佛爾斯路（馬里蘭州25號州道）旁有供軌道電車行駛的軌道。巴爾的摩路面電車博物館提供遊客搭乘多種路面電車，遊客單次購票當日可無限次搭乘行駛於博物館至北大道之間軌道的電車。

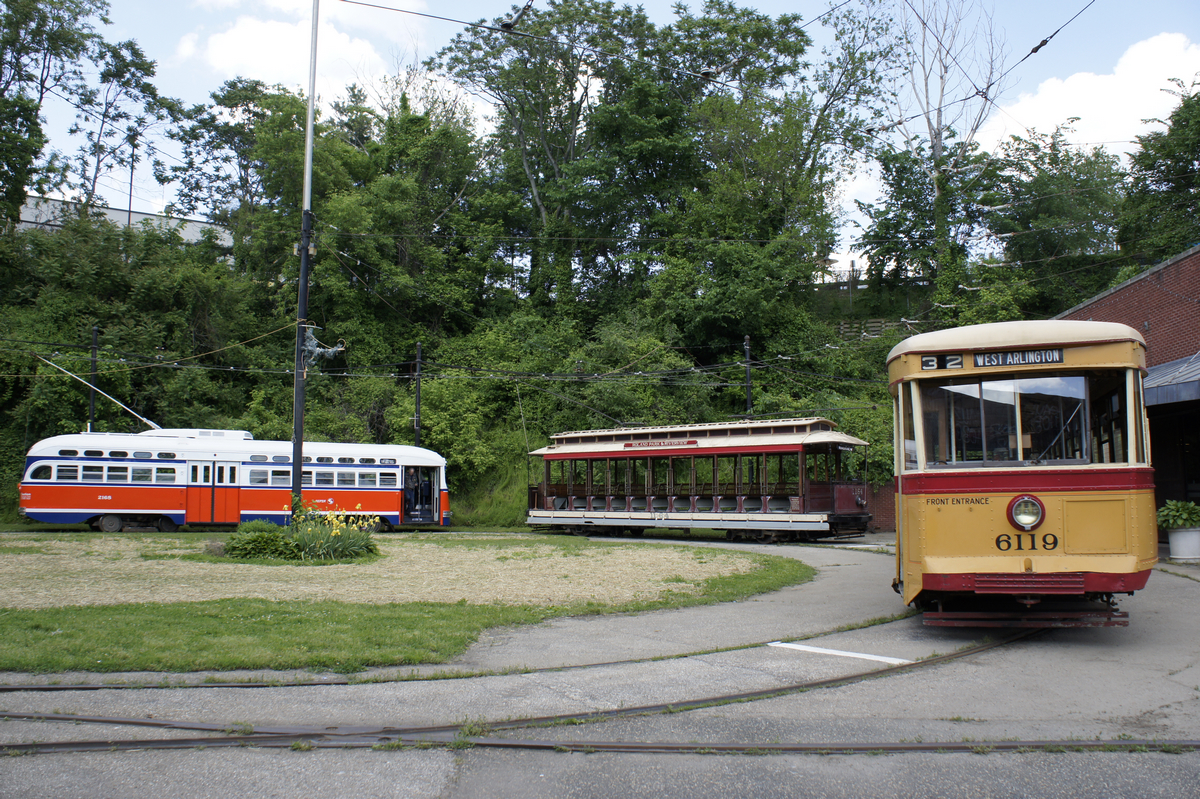
巴爾的摩路面電車博物館動態展示中的電車

## 外部連結
- Baltimore Streetcar Museum （页面存档备份，存于）
- National Railway Historical Society, Inc. (Baltimore Chapter) （页面存档备份，存于）
- 動態行駛中的巴爾的摩路面電車博物館電車，2014年5月（Youtube 影片） （页面存档备份，存于）